# Batman: Batwoman rejtélye
A Batman: Batwoman rejtélye (eredeti cím: Batman: Mystery of the Batwoman) 2003-ban megjelent egész estés amerikai 2D-s számítógépes animációs film, amely a The New Batman Adventures c. sorozaton alapul, és a Warner Bros. adta ki. A film a harmadik Batman egész estés animációs film a Batman: A rém álarca és a Batman: SubZero után. A videofilm a  DC Comics gyártásában készült, a Warner Home Video forgalmazásában jelent meg. Műfaját tekintve akciófilm, bűnügyi film, misztikus film, romantikus film, sci-fi film és thriller film.
Amerikában 2003. október 21-én, Magyarországon pedig 2003. december 10-én adták ki VHS-en és DVD-n adták ki. A magyar kiadáshoz nem készült szinkron, csupán magyar nyelvű feliratot készítettek hozzá.

## Cselekmény
Egy új hős kezdett tevékenykedni Gotham City utcáin, akinek kiléte ismeretlen – még Batman számára is. Járőrözés közben a Dinamikus Duó (Batman és Robin) észreveszik, hogy egy denevérruhás nő próbálja tönkretenni a gotham alvilág vezérének, Pingvinnek a lőfegyver szállítmányait. A nő végül eléri, hogy a szállítmányos kamion lemenjen a hídról. Zuhanás közben Batman megállítja a Batwing segítségével. Batman elsősorban a Pingvin és Rupert Thorne elfogására szenteli az idejét, mintsem a titokzatos nő felkutatására.
A két bűnöző védelmét egy Carlton Duquesne nevezetű gengszter biztosítja, akit Pingvin azzal a feladattal bíz meg, hogy találja meg és likvidálja a titokzatos önbíráskodót. Eközben a média teljesen meg van őrülve az új, gátlások nélküli igazságosztóval kapcsolatban. James Gordon rendőrfőnök szerint semmi köze sincs Batmanhez, míg Harvey Bullock nyomozó azt mondja, hogy a sok denevérből elege van már a városnak.
Bruce a munkahelyén találkozik Dr. Rocky Ballantine-nal, aki a Wayne Tech egyik tudósa. Egy prezentáción a nő bemutatja, milyen remekül működik legújabb találmányuk, mely során – csak néhány kézmozdulattal – egy vastömb alakját tudják szabadon változtatni. Bruce elviszi Rocky-t vacsorázni, de hamar távoznia kell, mert az ablakon keresztül észreveszi, hogy a rendőrségről hívják.
Batmanként elmegy az örsre, ahol Gordon arról értesíti őt, hogy abban a szállítmányban, melyeket a Batwoman nevezetű igazságosztó tönkretett plazmafegyverek voltak; ezek akár 200 méterről is képesek kilőni egy tankot. A sötét lovag ekkor találkozik Sonia Alcanával, Bullock új társával, aki – magatartásából következtetően – nagyon tiszteli Batmant. Az is kiderül, hogy még nem tudják, ki áll a fegyverek mögött, de hamar rájön arra, hogy a fegyverek Pingviné voltak.
Ezek után a sötét lovag Robinnal együtt Pingvinhez indul, a gengsztert azonban nem találják ott. Helyette Batwomannel találkoznak, akit együttműködésre biztatnak. Kiderült az is, hogy az épület alatt időzített bomba van, mely fel is robban. Batman, Robin és Batwoman éppen hogy el tud menekülni a fegyvergyárból, ám a hősnő nem akar sokáig együtt dolgozni a sötét lovaggal, így előle is megszökik. Batman nyomon követi a nőt egy darabig, így eljut Duquesne házáig, végül gyanú hiányában otthagyja. Bruce-t nem hagyja annyiban a dolgot, s Duquesne lányára esik a gyanúja, akit másnap követni is kezd. Bár a férfi nem akarta, hogy a lány észrevegye, Kathy nem csak, hogy megtette ezt, de még segítséget is kért tőle, hogy elrejtőzhessen attól a két izomembertől, akiket az apja bízott meg azzal, hogy őrizzék őt. Bruce beleegyezik és bár hamar észreveszik őket a testőrök, sikerül megszöktetnie a lányt. Végül megtalálják őket, de Kathy nem engedi, hogy bántsák Bruce-t, így csak egyszerűen elköszönnek egymástól és elválnak útjaik.
Batman aznap este elmegy Gordonhoz és megbeszéli vele, mit gondol az ügyről. Miután utánanézett a lánynak, csak tovább erősödött benne a gyanú.
Batwoman eközben felkeresi Pingint, aki megpróbálja elkapni a titokzatos nőt. Miután ez nem sikerül neki, rájön, hogy mindenképpen tennie kell valamit a denevérlánnyal. Azt is belátja, hogy Duquesne alkalmatlan feladata elvégzésére, így kirúgja őt, ám azt, hogy ki kerül a helyére, nem hajlandó elárulni.
Bruce-t másnap meglátogatja Kathy, miközben a férfi Rocky-val beszélget. A nő elmegy Bruce-szal kocsikázni, amit a rendőrség – Gordon utasítására – is nyomon követ. Egy Pingvin által vezetett szórakozóhelyre, a Jéghegybárba mentek. Mikor Kathy kimegy a mosdóba, a bűnözőt ismét felkeresi Batwoman, hogy megtudja ki az új testőre. Pingvin elmondja neki, hogy Bane az, majd néhány testőr beront és kis híján megölik az nőt. Éppen amikor Pingvin készülne lesújtani rá, Batman is megérkezik, így a hősnő megmenekül. Bruce közben rájött, hogy Kathy nem lehet Batwoman, mert mikor az álarcost támadták, látta a másik nőt is, amint az a mosdóból jött ki.
Batman később beszél Sonia nyomozóval, akiről megtudja, hogy korábban megmentette az életét. A nő elmeséli, hogy 9 évvel ezelőtt felgyújtották a házukat és ő volt az, aki segített rajta. Állítása szerint ekkor döntött úgy, hogy a későbbiekben rendőr lesz. Később átad egy Pingvinnél talált drótot, ami azonos Dr. Ballantine ötvözetével. Batman így már tudja, hogy valaki használja Rocky felfedezéseit vagy pedig maga a tudós az titokzatos igazságosztó.
Rocky meglátogatja szerelmét a börtönben és azzal biztatja, hogy már nem kell sokáig raboskodnia. A férfi azonban közli vele, hogy az amit csinál az túl veszélyes és abba kellene hagynia. Rocky ebbe nem egyezik bele, így szerelme inkább lemond róla és megkéri, hogy soha többé ne menjen oda. Roky így szomorúan megy haza, ahol találkozik Batmannel. Batman szembesíti a nőt azzal, hogy tudja, ki is ő igazából, ám Rocky azt tanácsolja neki, hogy inkább Pingvinnel kapcsolatban nyomozzon, mintsem rá pazarolja az idejét. Ám mikor Batman a lakásásban visszanézi a biztonsági kamerák felvételeit megtudja, hogy Rocky valóban a Wayne Technél dolgozott akkor, amikor Batwomant látták. A férfi gyanúja viszont még nem múlik el, így megkéri Robint, hogy amíg ő elmegy vizsgálja ki, van-e bármi összekapcsolható szál Kathy és Rocky között.
Batwoman egy raktárépületben találkozik Rockyval, aki elpanaszolja, hogy Batman rá kezdett gyanakodni. Ekkor megjelenik Kathy is, aki szerint is óvatosabbnak kell lenniük. Batwoman szerint nem kell félniük, tekintve, hogy a sötét lovag mindig másról fogja hinni, hogy az a hősnő. Ekkor ő is leveszi a maszkját és megtudjuk, hogy a harmadik Batwoman nem más mint Sonia, a nyomozó! A tervük az, hogy Pingvin hajóját felrobbantsák, ezzel egy életre tönkretennék őt és a bizniszét. Ám amikor erre sor kerülhetne, Kathy-t (mivel akkor éppen ő vette fel a denevérruhát) elkapja Bane.
Batman belopózott Kathy házába és megtudja, hogy a nő együtt járt rajziskolába Soniával. Közvetlenül ezután elment Sonia nyomozóhoz és elmondja neki, hogy mindent tud róla és Batwomanről. Sonia bevallja, hogy igaza van, ám ekkor megtudja, hogy a hajó mégsem robbant fel. Bane odahívta Pingvinéket is akik miután megtudták, hogy Kathy Batwoman, hamar rájöttek, hogy nem ő az egyetlen. Mielőtt elmondhatta volna, hogy kik dolgoznak még vele, megérkezik Batman és rendet teremt a bűnözők között. Kathy felrobbantja a hajót, melybe ő maga is majdnem belehal, de apja megmenti. Eközben az éppen menekülő Pingvint és Thorne-t elkapja Rocky. Bane eközben megpróbálja megölni Batmant, de ez nem sikerül neki, sőt maga is felrobban a hajóval együtt.
Ezek után Soniát elbocsájtják az állásából, de nem zárják börtönbe. Kathy apja viszont bevonul oda, de előtte még tanúskodik Pingvin és Thorne ellen. Végül Batman közreműködésével Rocky szerelmét is kiengedik a börtönből.

## Szereposztás
• Kevin Conroy mint Bruce Wayne / Batman
• Kimberly Brooks mint Kathy Duquesne
• Kelly Ripa mint Dr. Rocky Ballantine
• Elisa Gabrielli mint Sonia Alcana
• Kyra Sedgwick mint Batwoman
• David Ogden Stiers mint Pingvin
• Kevin Michael Richardson mint Carlton Duquesne
• John Vernon mint Rupert Thorne
• Hector Elizondo mint Bane
• Efrem Zimbalist Jr. mint Alfred Pennyworth
• Eli Marienthal mint Robin
• Tara Strong mint Batgirl
• Bob Hastings mint James Gordon
• Robert Costanzo mint Harvey Bullock

## Üldözz
Az Üldözz (eredeti cím: Chase Me) rövid animációs film, melyet a film mellé készítettek és a Batman: Batwoman rejtélyéhez adták. A film szintén a The New Batman Adventures c. sorozat alapján készült és a Warner Bros. szponzorálta. A rövidfilm Batmant mutatja be, amint Macskanőt üldözi Gotham City területén, miközben Dzsessz zene szól. A filmet Paul Dini és Alan Burnett írta. Curt Geda rendezte.